# Louis Hackspill (homme politique)
Pour les articles homonymes, voir Louis Hackspill.
Louis Hackspill (1871-1945) est un religieux catholique et un homme politique français, né le 29 juin 1871 à Bouzonville en Lorraine et mort le 19 décembre 1945 à Craincourt (Moselle). Il est député allemand au Landtag d'Alsace-Lorraine de 1911 à 1918, puis député français de 1919 à 1924.

## Biographie
Louis Hackspill voit le jour le 30 juin 1871 à Bouzonville, en Moselle. Après la défaite française de 1871, l'Alsace-Lorraine est annexée à l'Allemagne.    
Attiré par les ordres, il étudie au grand séminaire de Metz, à Rome et à Paris. Ordonné prêtre en 1895, il est reçu docteur en théologie en 1896. En 1897, Louis Hackspill est nommé vicaire à Thionville, alors ville allemande. Il est nommé professeur de littérature sémitique à l'institut catholique de Toulouse en 1902, poste qu'il occupe jusqu'en 1907. Lié à Pierre Batiffol, dont l'une des œuvres fut mise à l'index, il fut sanctionné et retourna dans le Lorraine annexée en décembre 1907, l'abbé Hackspill est nommé curé de Saulny dans le diocèse de Metz. 
Dans le paysage politique régional, on assiste à l’implantation progressive des partis politiques de type allemand, corrélativement à l’émergence d’une politique régionale propre au Reichsland et à ses enjeux. Ces nouveaux enjeux le poussent, en 1911, à se présenter aux élections du Landtag d'Alsace-Lorraine, l'assemblée législative d'Alsace-Lorraine. Il est élu député, siégeant avec l’étiquette Liberaldemokraten (Elsaß-Lothringische Zentrumspartei (de)). Opposé aux socialistes allemands, il défend au Landtag une politique purement lorraine, ce qui le rend suspect aux yeux des autorités allemandes. Il travaille au rapprochement du Parti Lorrain Indépendant et de son parti le Centre alsacien-lorrain ( et participa à la Ligue de défense de l'Alsace-Lorraine en février 1914 après l'affaire de Saverne. Il est admis comme membre titulaire de l'Académie de Metz, réputée francophile. Durant la guerre, il est interné par les autorités allemandes après avoir enfreint son interdiction de séjour en Lorraine. En 1918, il devient directeur du journal Lothringer Volkszeitung, La libre Lorraine, un journal catholique. 
Après le retour de la Moselle à la France, Louis Hackspill se présente aux élections législatives de 1919 où il est élu député de la Moselle. L'abbé Hackspill dirige aussi le journal "La libre Lorraine" et tente de reconstruire son ancien partie sous la forme de l'Union Populaire Républicaine sans y parvenir. Il rejoint alors ses anciens du PLI dans l'Union républicaine lorraine en mars 1919. Il rentre dans le parti de la Fédération républicaine en 1923 tout en restant dans l'URL. Il est membre du Conseil consultatif d'Alsace et de Lorraine pour régler les problèmes du rattachement des trois départements à la France. Régionaliste modéré, il est partisan d'une décentralisation globale en France et veut garder le bilinguisme  et s'opposa à la méthode directe pour faire apprendre le français. Ces positions le mettent en porte-à-faux avec les francophones mais aussi avec les germanophones car il est trop conciliant. Il démissionne de son poste de directeur politique de son journal en février 1923 car Hackspill prône une ligne autonomiste, sociale et plutôt contre les Français « nouveaux venus ». Trop contesté dans son camp, il ne se représente pas en 1924. Il est chargé de la paroisse de Craincourt en 1927. Pendant la Seconde Guerre mondiale, il doit se réfugier, comme nombre de Mosellans, dans l'Ariège, dès 1939. La Moselle étant de nouveau annexée en 1940, Louis Hackspill ne peut rentrer en Lorraine. Il est cependant incarcéré, en avril 1943, à la prison de Toulouse, pour des activités anti-allemandes pendant quelques jours avant d'être relâché.
Louis Hackspill décéda le 19 décembre 1945 à Craincourt en Moselle, peu de temps après la libération de sa région natale.

## Sources
- « Louis Hackspill (homme politique) », dans le Dictionnaire des parlementaires français (1889-1940), sous la direction de Jean Jolly, PUF, 1960 [détail de l’édition]
- Dir. Jean El Gammal, François Roth et Jean-Claude Delbreil, Dictionnaire des Parlementaires lorrains de la Troisième République, Metz, Serpenoise, 2006 (ISBN 2-87692-620-2, OCLC 85885906, lire en ligne), p. 286-288